# Silvio Leonard
Silvio Leonard Sarría (Cienfuegos, 20 settembre 1955) è un ex velocista cubano, vincitore di cinque medaglie ai Giochi panamericani.
In carriera, oltre ai titoli continentali, ha conquistato la medaglia d'argento nei 100 metri piani ai Giochi olimpici di Mosca 1980, alle spalle del britannico Allan Wells, ed è stato il secondo atleta della storia, dopo lo statunitense Jim Hines, a scendere sotto i 10" nella specialità con il cronometraggio elettronico, nonché l'unico ad averlo fatto negli anni settanta, avendo corso la distanza in 9"98 a Guadalajara l'11 agosto 1977, tempo che costituisce ancora oggi il record cubano.
È stato inoltre co-detentore del record mondiale dei 100 metri piani dal 1975 al 1983 con il tempo manuale di 9"9.

## Palmarès
| Anno | Manifestazione      | Sede              | Evento      | Risultato | Prestazione | Note              |
| ---- | ------------------- | ----------------- | ----------- | --------- | ----------- | ----------------- |
| 1975 | Giochi panamericani | Città del Messico | 100 m piani | Oro       | 10"15       | Record dei Giochi |
| 1976 | Giochi olimpici     | Montréal          | 200 m piani | Batteria  | dns         |                   |
| 1976 | Giochi olimpici     | Montréal          | 4×100 m     | 5º        | 39"01       |                   |
| 1979 | Giochi panamericani | San Juan          | 100 m piani | Oro       | 10"13       | Record dei Giochi |
| 1979 | Giochi panamericani | San Juan          | 200 m piani | Oro       | 20"37       | w                 |
| 1979 | Giochi panamericani | San Juan          | 4×100 m     | Argento   | 39"14       |                   |
| 1980 | Giochi olimpici     | Mosca             | 100 m piani | Argento   | 10"25       |                   |
| 1980 | Giochi olimpici     | Mosca             | 200 m piani | 4º        | 20"30       |                   |
| 1980 | Giochi olimpici     | Mosca             | 4×100 m     | Batteria  | dnf         |                   |
| 1983 | Giochi panamericani | Caracas           | 4×100 m     | Argento   | 38"55       |                   |